# Доње Граматиково
Доње Граматиково (грч. Κάτω Γραμματικό, Като Граматико) је насељено место у општини Воден у периферији Средишња Македонија, Грчка. Према попису из 2021. године било је 156 становника.
Према бугарском географу и историчару, Василу Канчову, у Доњем Граматикову је 1900. године живело 480 Словена хришћана и 300 Турака. Некада је Доње Граматиково било словенско насеље, али су се временом населиле и турске породице. Од сеоског рода Ваневци има одсељених у Србију, Христић се доселио у Уб 1857. године и Јовановић у Свилајнац 1907. године (славе Светог Димитрија). Од рода Зало један члан се доселио у Београд 1867. године, његови синови се презивају Димитријевић. Године 1924. турско становништво је принудно исељено у Турску а на њихово место су насељене грчке избегличке породице из Турске, укупно 168 сособа. На попису из 1940 године Доње Граматиково је имало 613 становника, од чега 60% чине Словени а 40% Грци.

## Познате личности
- Хрисант I Цариградски, патријарх Цариградске патријаршије